# Rimicaris
Rimicaris là một chi tôm biển sâu sống xung quanh các miệng phun thủy nhiệt.

## Các loài
Hiện nay, chi này được ghi nhận chỉ có 3 loài:
- Rimicaris exoculata Williams & Rona, 1986
- Rimicaris kairei Watabe & Hashimoto, 2002
- Rimicaris hybisae Nye, Copley & Plouviez, 2011